# 可岛雀
，是雀形目唐纳雀科的一种鸟类，是可岛雀属（学名：Pinaroloxias）的唯一物种。
可岛雀体重约13.1克，翼长约62.2毫米，嘴峰长约14.5毫米，喙宽度约4.2毫米，喙厚度约5.5毫米，跗蹠长约20.6毫米，尾长约40.2毫米。可岛雀在其分布区内为留鸟，其栖息在半开放的高大树木组成的森林中，食性为杂食性。
可岛雀分布于哥斯达黎加西部可可斯島沿海地带的森林。该物种是单型物种，没有亚种分化。